# Hogna hawaiiensis
Hogna hawaiiensis är en spindelart som först beskrevs av Simon 1899.  Hogna hawaiiensis ingår i släktet Hogna och familjen vargspindlar. Inga underarter finns listade i Catalogue of Life.